# Összetett számok
Összetett számnak nevezzük az olyan 1-nél (szigorúan) nagyobb számokat, amelyeknek kettőnél több pozitív osztója van (vagyis: van legalább egy valódi osztójuk). Másként, ha {\displaystyle n>0} egész szám, és vannak {\displaystyle 1<a,b<n} egészek, hogy {\displaystyle n=a\cdot b}, akkor {\displaystyle n} összetett. A 0-t nem tekintjük összetett számnak (bár kettőnél több osztója van, azaz van valódi osztója, mégpedig végtelen sok), míg az 1 csak önmagával osztható, így nem tartozik sem az összetett számokhoz, sem a prímszámokhoz. Definíció szerint minden egynél nagyobb egész szám vagy prím, vagy összetett szám.
Az első 15 összetett szám a következő: 4, 6, 8, 9, 10, 12, 14, 15, 16, 18, 20, 21, 22, 24 és 25.

## Tulajdonságok
- A legkisebb összetett szám a 4.
- Minden összetett szám sorrendtől eltekintve egyértelműen felírható prímszámok szorzataként. Ez a számelmélet alaptétele.
- Minden összetett szám prímtényezős alakjában egynél több, nem feltétlenül különböző prímszám szerepel. Például {\displaystyle 4=2\cdot 2}, a {\displaystyle 2} prímszám kétszer jelenik meg.
- Ha {\displaystyle n>5} összetett szám, akkor {\displaystyle (n-1)!\equiv 0{\pmod {n}}}. Ezt a Wilson-tétel mondja ki.

## Osztályozás
A prímtényezők száma szerint:
- Félprímek vagy pq-számok a két, nem feltétlenül különböző prímszám szorzataként előálló számok
- Szfenikus számok a három különböző prímszám szorzataként felírható számok
- Négyzetmentes számok a csupa különböző prímszámok szorzatára bontható számok
- Prímhatványok azok a számok, amelyeknek csak egy prímosztójuk van.